# Epipsestis
Epipsestis és un gènere de papallones nocturnes de la subfamília Thyatirinae de la família Drepanidae.

## Taxonomia
- Grup d'espècies ornata
  - Epipsestis manmaioyangi László & Ronkay, 1999
  - Epipsestis ornata (Leech, [1889])
- Grup d'espècies nikkoensis
  - Epipsestis nikkoensis (Matsumura, 1921)
- Grup d'espècies castaneata
  - Epipsestis bilineata (Warren, 1915) (=Epipsestis acutangula (Warren, 1915))
  - Epipsestis castaneata (Warren, 1915)
  - Epipsestis peregovitsi Laszlo & G. Ronkay, 2000
- Grup d'espècies dubia
  - Epipsestis albicosta Yoshimoto, 1993
  - Epipsestis albidisca (Warren, 1888)
  - Epipsestis dubia (Warren, 1888)
  - Epipsestis longipennis Yoshimoto, 1982
  - Epipsestis medialis Yoshimoto, 1982
  - Epipsestis mediofusca Yoshimoto, 1982
  - Epipsestis meilingchani László & Ronkay, 1999
  - Epipsestis niveifasciata Laszlo & G. Ronkay, 2000
  - Epipsestis witti Laszlo, G. Ronkay & L. Ronkay, 2007
- Grup d'espècies vastaguncus
  - Epipsestis vastaguncus Laszlo & G.Ronkay, 2000
- Grup d'espècies nigropunctata
  - Epipsestis bisociata Laszlo & G. Ronkay, 2000
  - Epipsestis nigropunctata (Sick, 1941)
  - Epipsestis stueningi Yoshimoto, 1988
- Grup d'espècies cortigera
  - Epipsestis cortigera Yoshimoto, 1995
  - Epipsestis wernyi Laszlo, G. Ronkay, L. Ronkay & Witt, 2007
- Grup d'espècies renalis
  - Epipsestis renalis (Moore, 1888)

## Antigues espècies
- Epipsestis griseata (Warren, 1915)
- Epipsestis orbicularis (Moore, 1888)